# Карело-финская лайка
Карело-финская лайка, охотничья лайка. С ней обычно охотятся на пушных зверей, косуль, птиц.

## История
Выведена путём скрещивания карельских и олонецких промысловых охотничьих собак с финской.
В СССР карело-финские лайки активно скрещивались с финскими шпицами, причём чистокровные финские шпицы, ввозимые для разведения из Финляндии, регистрировались как карело-финские лайки.
В результате к 1984 году сформировалось большое количество метисного поголовья, что дало повод заводчикам финских шпицев говорить о нецелесообразности разводить карельскую лайку «в себе». 11 января 1984 года на заседании бюро подсекции любителей лаек при Правлении Ленинградского общества охотников и рыболовов большинством голосов было принято решение о объединении двух пород под брендом «финский шпиц»:
"Карело-финская лайка, разводимая в нашей стране более 80 лет, из-за наличия в названии породы части «финская» поставлена на грань исчезновения как заводская отечественная порода. Единственная возможность сохранить её от поглощения другой породой — «финский шпиц» (страна происхождения Финляндия), это — исключить часть названия «финская» и оставить только «карельская», то есть карельская лайка.
Российская Кинологическая Федерация (РКФ), созданная в начале 90-х годов прошлого века, не признает «карело-финскую лайку» в связи с тем, что в наименовании породы присутствует название другой страны. В системе FCI, в которую вошла РКФ, стандартизована порода «финский шпиц» . Различия в экстерьере «карело-финских лаек» и «финского шпица» приведены в Приложении № 1.
Из-за присутствия в названии двух стран, наша отечественная рыжая лайка всегда была под пристальным вниманием финских кинологов. Результатом такого интереса было подписанное 5 июля 2006 года, президентом РКФ А. Иншаковым и Председателем Финского Кеннел Клуба (FKC) Кари Ярвиненом Соглашение об объединении «карело-финской лайки» и «финского шпица» в одну породу «соответствующую стандарту породы финский шпиц (номер по FCI — 49)». В соответствии с Соглашением «эти собаки имеют право участвовать в национальных и интернациональных выставках, тестах и испытаниях как финские шпицы». Приложения № 2, 3. То есть одним росчерком пера порода «карело-финская лайка» в России превратилась в «финского шпица» и перестала существовать как отечественная порода охотничьих лаек.

Некоторые отмечают, что есть дефицит племенного материала для разведения карельских лаек, но у этого мнения есть яростные противники.

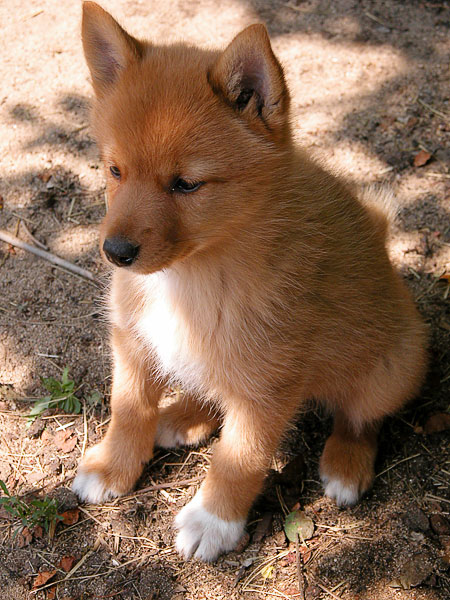
Щенок

Карело-финская лайка это отродье старокарельской лайки, которая славилась своим слухом и чутьём, была отличной медвежатницей. Старокарельскую лайку по этим качествам превосходила только лайка зырянская.
Карельскую лайку разводят на территории РФ. Многие отмечают, что карельская лайка и финский шпиц это разные по рабочим качествам собаки.
Факт метизации никто не оспаривает. Метизация это прием, который используется практически в любой породе, который не дает оснований прекращать разводить породу «в себе».
По состоянию на июнь 2009 года порода «Карело-финская лайка» не зарегистрирована в РКФ. Под этим названием разводятся финские шпицы.

## Внешний вид
Рост карело-финской лайки составляет: кобели — до 50 см, суки — до 45 см. Вес карело-финской лайки составляет: кобели — до 15 кг, суки — до 12 кг.
Светло-медовая, или темно-медовая с карими или черными глазами собака.

## Характер
Весёлая, жизнерадостная собака. Хороший охотник и верный друг для любого охотника. Хорошо охотится на кабанов и других копытных животных. Редкая, с интересным характером собака.